# قومية أندلسية
القومية الأندلسية (بالإسبانية: Nacionalismo andaluz) هي حركة سياسية واجتماعية تدعو إلى الاعتراف بأندلسيا كأمة، والتي تؤكد أنَّ الأندلسيين أمة وتعزز الوحدة الثقافية للأندلسيين. في الماضي كان يُنظر إلى أن الحزب الأندلسي يمثله بالدرجة الأولى. ومع ذلك، تم حل الحزب في عام 2015؛ هناك أيضًا منظمات سياسية أقل ارتباطًا بالقومية الأندلسية. بعض القوى السياسية التي ليس لها وجود برلماني مثل الأمة الأندلسية (بالإسبانيَّة: Nación Andaluza) والجمعية الوطنية الأندلس (بالإسبانيَّة: Asamblea Nacional de Andalucía) قد يتم العثور عليها تدافع عن الاستقلال.
تغطي القومية الأندولسية مجموعة واسعة من الآراء: من مؤيدي الكونفيدرالية داخل إسبانيا إلى المطالبين علنًا بالاستقلال والانفصال عن إسبانيا. يُعد بلاس إنفانتي اليوم أب قومية الأندلسيون ومفكر انبعاثهم المعاصر.

## بداية

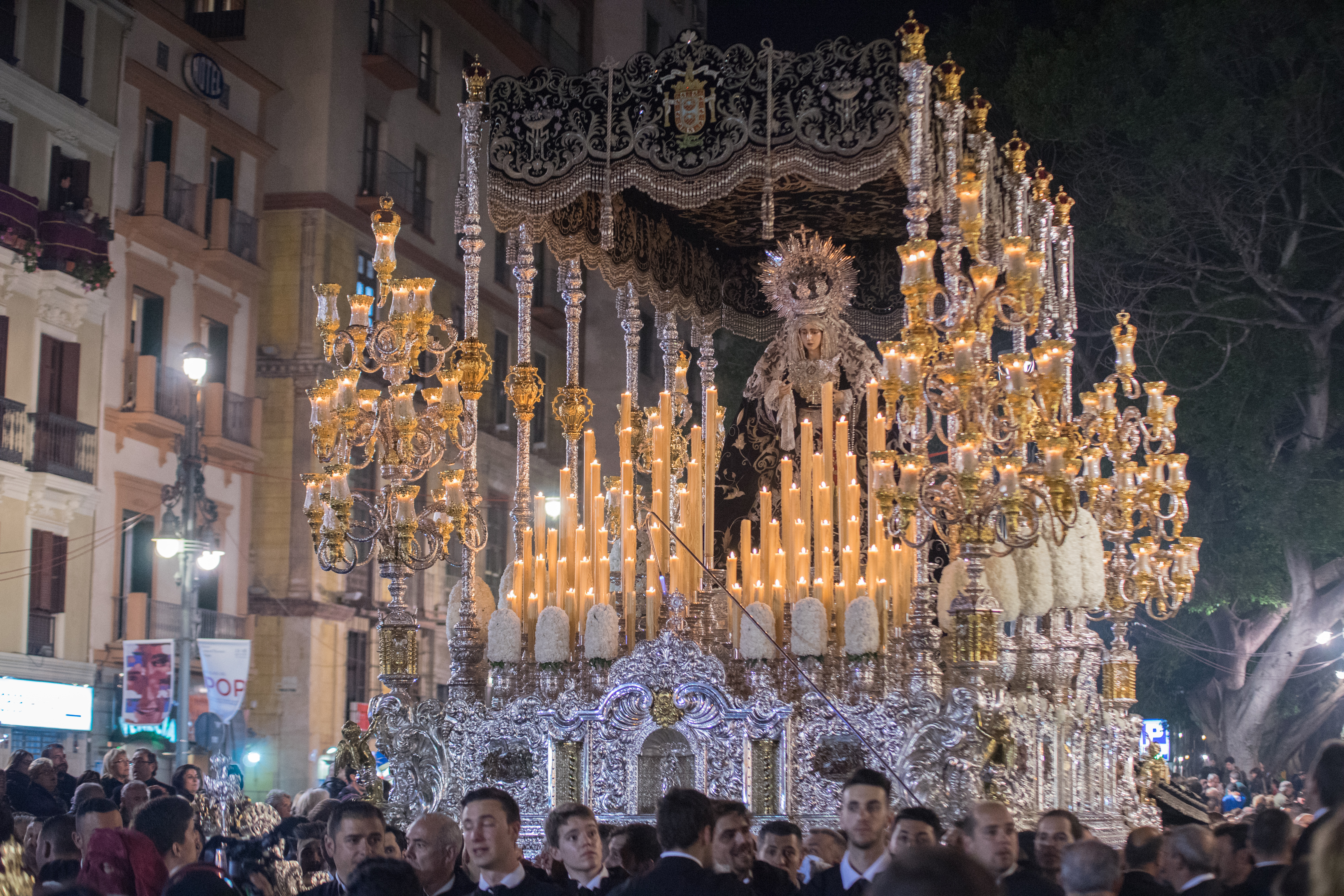
موكب مريم العذراء سيدة الأوجاع في مالقة: تعود نشأة الثقافة الأندلسية الحديثة إلى المرحلة الأخيرة من حروب الإسترداد والقرنين الثالث عشر إلى السابع عشر، مما أدى إلى تبني المذهب الروماني الكاثوليكي بشكل أوسع.

### خلفية تاريخية
تتكون المنطقة الجنوبية من الأندلس والتي تعتبر أكبر تجمع سكاني وثاني أكبر مجتمع مستقل في إسبانيا، من ثماني مقاطعات (إشبيلية، وقادس، وقرطبة، ومالقة، وغرناطة، والمرية، وجَيَّانَ، وولبة). توجد فجوة ثقافية بين ما يُعرف باسم «الأندلسية العاليا» (ما كان يُعرف باسم مملكة غرناطة) والأندلسية السفلى (الوادي الكبير المكتظ بالسكان). وتوجد اختلافات كبيرة بين الثقافة واللهجات بين جميع المقاطعات الثمانية في أندلوسيا، ولكن الفرق الأوسع هو بين هاتين المنطقتين. يشكو بعض الأندلسيين من الأندلس العليا (ولا سيَّما في غرناطة وألمرية) من أنه منذ بداية الديمقراطية والحكم الذاتي للأندلس في عام 1981، تركزت السلطة السياسيَّة الأندلسيَّة بشكل كبير حول إشبيلية، ونتيجة لذلك، تم بناء الثقافة والهوية الأندلسيَّة حول هذه المنطقة، وتم تجاهل الثقافة والتقاليد الفريدة لأجزاء أخرى من الأندلس. وقد تم إجراء دعوات من أجل الاستقلال الذاتي لشرقي الأندلس منذ ظهور الديمقراطية، إلا أنها لم تجذب أبداً الدعم الكافي.
شهدت الأندلس موجات عديدة من الغزاة والمستوطنين: تبع الإيبيريون القدامى السلتيون والفينيقيون وتجار شرق البحر الأبيض المتوسط الآخرون والرومان والقبائل الجرمانية المهاجرة والعرب والقشتاليون وغيرهم من الأسبان خلال حروب الاسترداد. كانت غرناطة آخر مملكة إسلامية في إسبانيا، واستمرت حتى عام 1492، قبل أن يتم استيعاب المنطقة بأكملها في مملكة قشتالة. تم طرد الموريسكيين - وهم أحفاد المسلمين الذين تنصروا - من إسبانيا بعد تمردين في جبال البشرات. نمت ثروة إشبيلية وقادس لاحقًا وأهميتها كمنافذ رئيسية للتجارة مع أمريكا الإسبانية. كانت هناك مؤامرة للثورة في الأندلس في منتصف القرن السابع عشر.
يُمكن اعتبار الأندلس نفسها مجموعة من المناطق المتميزة. ومع ذلك، حافظت الأندلس على هوية مشتركة نسبيًا، بناءً على اقتصاديات وأطعمة وعادات مماثلة وشكلية أقل من بقية المنطقة التاريخية في قشتالة. على الرغم من مراسيم الطرد، بقيت عدة جوانب من الثقافة العربية ظاهرة في جزء كبير من الفترة الحديثة المبكرة: في الفن والعمارة (على سبيل المثال وجود منازل مواجهة للداخل) والممارسات الاجتماعية وأنواع الملابس والرقصات. وتم تحديد الهوية الثقافية الأندلسية بالفعل في القرن التاسع عشر وانتشرت على نطاق واسع في النوع الأدبي والتصويري من الأزياء الأندلسية. أصبح يُنظر إلى الثقافة الأندلسية على نطاق واسع على أنها الثقافة الإسبانية بامتياز، ويرجع الفضل في ذلك جزئيًا إلى تصورات المسافرين الرومانسيين.
تعود نشأة الثقافة الأندلسية الحديثة إلى المرحلة الأخيرة من حروب الإسترداد والقرنين الثالث عشر إلى السابع عشر، مما أدى إلى تبني المذهب الروماني الكاثوليكي بشكل أكبر، وعلى نحو أكثر تحديداً التفاني لمريم العذراء، وإلى الديانات الأخرى التي كانت موجودة في المنطقة خلال السبعة أو الثمانية قرون السابقة (لا سيَّما الإسلام السنّي واليهودية السفارديَّة). وتعمل الأشكال الكاثوليكية المحلية كأداة رئيسية للتماسك الثقافي الأندلسي والهوية الأندلسية. وتتميز الأندلس بمجموعة واسعة من العادات الاجتماعية، التي تعود جذور البعض منها إلى التقاليد الإسلامية التي دُمجت في ثقافة المنطقة التي كانت الخاضعة للحكم الإسلامي. ولكل منطقة فرعيَّة في الأندلس عاداتها الفريدة التي تمثل مزيجاً من الكاثوليكية والفولكلور المحلي، وتأثرت مدن مثل ألمرية تاريخيًا بكل من غرناطة ومرسية في استخدام أغطية الرأس التقليديَّة (مانتيلا). وطورّت جميع مناطق الأندلس المختلفة عاداتها المميزة، ولكن جميعها تربطها علاقة بالكاثوليكية وثقافتها والماضي الثقافي الإسلامي في المنطقة. يدّعي بعض الأندلسيين هوية إقليمية فريدة إما نتيجة الاحتلال الإسلامي الأحدث أو نتيجة الوجود طويل الأمد لثقافة الموريسكيين.

### نبذة تاريخية

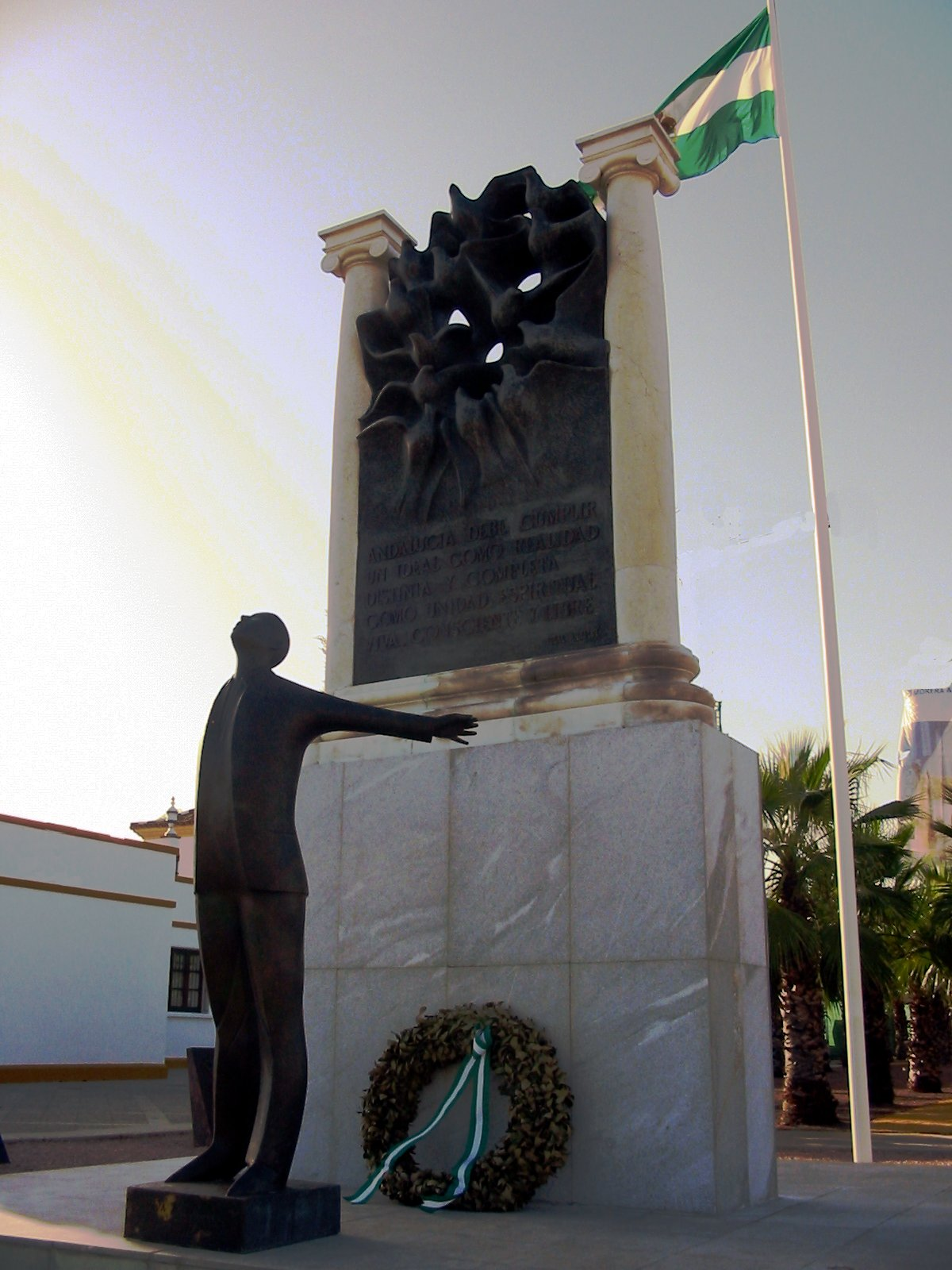
نصب تذكاريلبلاس إنفانتي، أب القومية الأندلسية، في المكان الذي أعدم فيه من طرف فرقة من الكتائب سنة 1936.

بعد غزو جيوش نابليون الفرنسية إسبانيا سنة 1808 م، تكبدت أول هزيمة لها في معركة بايلين قرب ببايلين بجيان أمام مقاومة الجيش الإسباني وثار أهل أندلسيا في قادس ضد الغزو الفرنسي، فاستسلمت لهم البحرية الفرنسية في قادس وكونوا حكومة سرية في إشبيلية تحت اسم «المجلس الأعلى المركزي»، وأعلن الثوار في قادس في 19 مارس 1812 دستوراً جديداً لإسبانيا كمملكة دستورية حددوا فيه سلطات الكنيسة والملك وقرروا الديمقراطية في المعاملة بين الأفراد والجماعات والشعوب الإسبانية. واعترف الدستور لأول مرة بالأندلسيين كإحدى الشعوب الإسبانية ذات الشخصية المميزة وظلَّ دستور قادس مطلب الحركات التصحيحية في إسبانيا طوال القرن التاسع عشر.
سلف القومية الأندلسية هي الأناركية الفلاحية التي كانت نشطة للغاية خلال القرن التاسع عشر. في عهد إيزابيل الثانية ملكة إسبانيا، كانت الأندلس معقلًا للتمرد الفوضوي. في وقت لاحق، أصبحت هذه النوى اللاسلطوية أبطالًا في النزاعات بين السكان المحليين ومدريد.
مع إعلان أول جمهورية إسبانية عام 1873، بدأت تيارات قومية مختلفة في الظهور في الأندلس. في عام 1883، اجتمع مجلس في أنتقيرة بصياغة دستور ينص على الأندلس كجمهورية مستقلة داخل دولة فيدرالية (بالإسبانيَّة: República Andaluza o Estado libre o autónomo de Andalucía). ويُعرف هذا الدستور باسم (بالإسبانية: Constitución Federal de Antequera).
أسس بلاس إنفانتي، وهو مثالي جورجي ومؤسس القومية الأندلسية الحديثة، تجمعًا في بلدية رُندَة في عام 1918. واعتمد هذا التجمع ميثاقًا يستند إلى دستور أنتقيرة، كما تبنى العلم والشعار الحاليين «كرموز وطنية». خلال الجمهورية الإسبانية الثانية، كان الأندلس يُمثله «المجلس الليبرالي»، وهو حزب سياسي فيدرالي بقيادة بلاس إنفانتي.
تم إحياء القومية الأندلسية عندما تأسس التحالف الاشتراكي الأندلسي (بالإسبانية: Alianza Socialista de Andalucía) في عام 1971، في الفترة الأخيرة من إسبانيا الفرانكوية. وحُظيت القومية الأندلسية بدعم محدود ولكن كبير من الجزء الغربي من الأندلس، لا سيما من عواصم المقاطعات مثل قادس وإشبيلية.

### الطريق إلى الحكم الذاتي
بعد وفاة الديكتاتور فرانسيسكو فرانكو، نص الدستور الإسباني الجديد لعام 1978 في مادته الثانية على حق «المناطق والقوميات» في الحكم الذاتي. جاء ذلك في أعقاب احتجاج شعبي في الأندلس على حقها في الحكم الذاتي، حيث تظاهر أكثر من مليون ونصف شخص في شوارع معظم البلدات والمدن الأندلسية في 4 ديسمبر عام 1977، بينما كان الدستور لا يزال قيد الصياغة. ستؤدي هذه الحملة إلى إدراج مادتين تتعلقان بالحكم الذاتي في نص الدستور النهائي: المادة 143، والتي ستمنح جميع المناطق الإسبانية الفرصة لتصبح مجتمعات مستقلة ذات سلطات أقل؛ والمادة 151، التي ستحدد أدوار مجتمعات الحكم الذاتي بدرجة أعلى من الحكم الذاتي.
تم تطبيق المادة 151 تلقائيًا على ما يسمى بالقوميات التاريخية، والتي تمتعت سابقًا بالحكم الذاتي خلال الجمهورية الإسبانية الثانية، كما هو وارد في الدستور الإسباني لعام 1931. ومع ذلك، عرضت هذه المادة أيضًا إمكانية وصول مناطق أو جنسيات أخرى إلى نفس المستوى من الحكم الذاتي إذا تمت الموافقة عليه في استفتاء.
تم كتابة قانون منفصل للحكم الذاتي للأندلس بواسطة بلاس إنفانتي وتم تقديمه، والذي وافق عليه البرلمان في يونيو 1936، ليتم التصويت عليه في استفتاء سبتمبر 1936. ومع ذلك، بدأت الحرب الأهلية في يوليو واغتيال إنفانتي على يد متمردي فرانكو في أغسطس من نفس العام في وضع حداً لمشروع الاستقلال الذاتي للأندلس. على الرغم من ذلك، لم يتم الاعتراف بالأندلس على أنها «جنسية تاريخية» في دستور عام 1978. تسبب هذا في قدر كبير من السخط في ذلك الوقت وأطلق فتيل حملة شعبية من شأنها أن تؤدي بالمنطقة إلى الحصول على حكم ذاتي في ظل خارطة الطريق السريع المقترحة للقوميات التاريخية بموجب المادة 151 من الدستور الإسباني. تطلب «المسار السريع» إجراء استفتاء وتمت الموافقة عليه بالأغلبية المطلقة من قِبل جميع الناخبين المؤهلين في المنطقة وكذلك في كل مقاطعة مكونة. نجح تصويت الاستفتاء في 28 فبراير عام 1980 في الحصول على الأغلبية المطلقة للناخبين المؤهلين في المنطقة المقترحة، وفي جميع المقاطعات باستثناء الميرية، حيث كان هناك أقل بقليل من أغلبية جميع «الناخبين المؤهلين». نتيجة لذلك، لم تستطع الأندلس تحقيق حالة الحكم الذاتي بموجب «الطريق السريع» الذي اقترحه الدستور الإسباني.
استجابة لهذا الموقف، حيث رغبت أغلبية واضحة من الناخبين في منح الحكم الذاتي للمنطقة لكنها لم تفي بالمتطلبات الفعلية لعملية الحكم الذاتي المختارة، أقر مجلس النواب الإسباني سياسة "Ley 13/1980" الذي يسمح بالاستبدال على موافقة نواب وأعضاء مجلس الشيوخ عن ولاية ألميرية، بدلاً من ذلك، تتطلب موافقة الأغلبية المطلقة من ناخبي المقاطعة. تمت الموافقة على النظام الأساسي الجديد للحكم الذاتي من قِبل البرلمان الإسباني في عام 1981 بموجب متطلبات المادة 151.
تم الانتهاء من اقتراح لإصلاح النظام الأساسي للحكم الذاتي للأندلس من قبل البرلمان الأندلسي في مايو 2006. بعد مناقشته والموافقة عليه لاحقًا في البرلمان الإسباني، تم تعديل الصياغة الأصلية للنظام الأساسي لتعريف الأندلس على أنها "Nacionalidad" أي جنسية تاريخية. وقد أدى ذلك إلى انتقادات شديدة من قبل الحزب الأندلسي والقوى السياسية الأخرى لقصرها عن الخطوات المتخذة في النظام الأساسي للحكم الذاتي لعام 2006 في كاتالونيا، حيث عرفت هذه المنطقة نفسها على أنها أمة.

## التأسيس للقومية الأندلسية
تتلخص أهم سمات الحركة الأندلسية في القرن التاسع الميلادي في الانتماء إلى منطقة واحدة (أندلسيا) وأمة واحدة، والمطالبة بحقوقها، والوقوف في وجه تجاوزات الدولة المركزية والإقطاع الزراعي، لكن بقيت إشكالية هل الأندلسيون يرتبطون فقط بمصالح متصلة بمنطقتهم أم أنهم يكونون قومية تختلف عن كل القوميات الأخرى بخاصيات مميزة.

### بلاس إنفانتي
يعد بلاس إنفانتي هو من وضح معالم القومية الأندلسية، وهو ابن مقاطعة مالقة ومولود بها سنة 1885 م، بعد أن ظهرت أفكاره لأول مرة في خطاب ألقاه سنة 1914م في إشبيلية عن «النظرية الأندلسية» ، كان أساس كتابه التاريخي عن القومية الأندلسية. وفي السنة نفسها، فتح مكتب محاماة في إشبيلية. وفي سنة 1916 م، أسس انفانتي أول «مركز أندلسي» في إشبيلية، تبعته مراكز أخرى في مدن الأندلس وقراها، وأصدر مجلة «الأندلس» كلسان حال المراكز الأندلسية. ومع الأيام، تحولت تلك المراكز إلى مدارس لأنشطة أندلسية تثقيفية وتخطيطية، وأخذت تستعمل عبارة «الأمة الأندلسية» لأول مرة. ثم تبلور الفكر الأندلسي في اجتماع رندة عام 1918 م في النقطتين التاليتين:
- الاعتراف بأندلسيا كبلد وقومية ومنطقة ذات حكم ذاتي ديمقراطي على أساس دستور انتقيرة.
- اختيار العلم الأخضر والأبيض، علما للأمة الأندلسية، وهو علم مستوحى من أبيات شعرية للمسلمين الأندلسين. إضافة إلى، حسب بلاس إنفانتي، أنه استوحى الألوان من الراية التي رفعت على مئذنة جامع إشبيلية بعد انتصار الموحدون في معركة الأرك للاحتفال بالنصر.[21]

ثم أسس انفانتي في إشبيلية دار نشر ومكتبة، نشر فيها عددا من كتبه، كما أسس مركز الدراسات الأندلسية، وفي سنة 1920 م، ظهر كتاب «المعتمد ملك اشبيلية»، وهي قصة مسرحية تاريخية عرف فيها بلاس انفانتي بجدور الهوية الأندلسية الإسلامية.
وفي سنة 1923 م، تحولت إسبانيا إلى الحكم الدكتاتوري، فأقفلت الحكومة المراكز الأندلسية واتهمت القوميين الأندلسيين بمقاومة الدولة وأسكنت القوى المعادية للكنيسة. فركز انفانتا في التفكير في مصير أندلسيا وجدور الهوية الأندلسية، فانتقل إلى أغمات بالمغرب حيث ضريح المعتمد بن عباد، حيث قيل أنه إشهار إسلامه هناك، وهو إدعاء نفته أسرته وأنكرته، حيث في مقابلة سنة 2011 مع ابنته ماريا دي لوس انجليس إنفانتي، كذبت تحوله للإسلام، وقالت أنه إنتمى للتقاليد الكاثوليكية؛ وأنه كان معجبًا في شخصيات كاثوليكية مثل تيريزا الأفيلاوية ويوحنا الافيلي. وفقًا لعلي منتصر الكتاني حاول إنفانتي بعد عودته من المغرب ربط الحركة الأندلسية بالحركات الإسلامية والعربية. كان إنفانتي من بين العديد من الشخصيات السياسية التي أعدمتها قوات فرانكو بإجراءات موجزة عندما استولوا على إشبيلية في بداية الحرب الأهلية الإسبانية.

## العصر الحديث

الراية الأكثر انتشارًا بين الإنفصاليين الأندلسيين والقوميين اليساريين.

العلم القديم للحزب القومي الأندلسي، والعلم الحالي للشبيبة الأندلسية.

وفقا لمسح أجري في نوفمبر 2005 أخذ عينة من 1,010 شخص، منهم 52.7% "موافق جدًا" أو "إلى حد ما موافق" في إصلاح النظام الأساسي (دستور محلي) لمنطقة الحكم الذاتي أندلسي واعتبار أندلسيا ك"واقع وطني" مقارنة ب 24.4% الذي قال " لا أتفق". وحول ما إذا كان القانون الجديد ينبغي أن يعتبر أندلسيا كأمة، فإن النتائج تختلف تماما، مع "لست متفق" ب60.7% إلى 18.1% "أتفق جدا أو "إلى حد ما أتفق". وكشفت دراسة استقصائية في عام 2006 إلى أن 9.3% فقط هم من يفضلون أندلسيا كأمة، مقارنة ب 82.1% الذين فضلوا أن يشار إليها كمنطقة أو جهة.

### شعارات القومية الأندلسية
- العَلم للقومية الأندلسية حاليًا راية تميزها، التي أنشئت في عقد الثمانينات، عندما حصلت أندلسيا على الحكم الذاتي وهي فترة بداية القوميين الأندلسيين المطالبة بتعريف أندلسيا كأمة.[24]

مقال رئيسي: علم منطقة الأندلس
- النشيد

مقال رئيسي: نشيد منطقة الأندلس
- الترس

كان أول علم قومي تم إنشاؤه في أندلسيا يقلد علم كوبا. أنشأه الحزب الاشتراكي الأندلسي، المسمى حاليا الحزب القومي الأندلسي ، وتستخدمه كذلك شبيبة الأندلسيين. وهو يتألف من علم أندلسيا وتمت إضافة مثلث أحمر في السارية وفي الوسط نجم أبيض مخمس.

## وصلات خارجية
- تاريخ القومية الأندلسية (بالإسبانية)
- فيديو تكريم بلاس إنفانتي (2009) على يوتيوب